# Julien Goekint
Julien Goekint  (Bredene, 8 oktober 1929 – Oostende, 20 januari 2023) was een Vlaams politicus. Hij was lid van de CVP en zeventien jaar lang burgemeester van Oostende.

## Levensloop
Hij werkte sinds zijn jonge jaren in de drukkerij van zijn vader. In de jaren zestig verhuisde het bedrijf als eerste naar het nieuwe industriepark. Daar bouwde Goekint verder aan het bedrijf. Later overtuigde Jan Piers hem om op de CVP-lijst te staan. Met enige twijfel gaf Goekint toe en enkele jaren later volgde hij Piers als burgemeester op, op 7 november 1980.
Bijna zeventien jaar stond hij aan het hoofd van de stad. Onder zijn burgemeesterschap bleef Oostende groeien, terwijl twee van zijn zonen het bedrijf verder lieten bloeien. Goekint ligt aan de basis van een groot aantal projecten, zoals het kursaal. In 1992 liet hij een wedstrijd uitschrijven voor vernieuwing; maar plannen voor een nieuwbouw werden uiteindelijk in 1994 opgeborgen. Ook de haven van Oostende en de luchthaven van Oostende groeiden verder uit tijdens de bestuursperiode van Goekint.
Op 7 mei 1997 stapte Goekint op als burgemeester en werd opgevolgd door Jean Vandecasteele.
Goekint overleed op 20 januari 2023 op 93-jarige leeftijd.